# Abū Hudhayfah al-Ansārī
Abū Hudhayfah al-Ansārī (arabisch: أبو حذيفة الأنصاري, DMG: Abū Ḥudhayfah al-Anṣārī) ist seit dem 3. August 2023 der offizielle Sprecher des Islamischen Staates. In einer Rede angekündigt, in welcher er Abū ʿUmar al-Muhājir als Sprecher des Islamischen Staates ersetzte, welcher von der Ḥayʾat Taḥrīr ash-Shām, einem extremistisch-islamistischen Milizen-Bündnis im syrischen Bürgerkrieg, verhaftet wurde, proklamierte er Abū Hafs al-Hāshimī al-Qurashī zum neuen Kalifen.